# Among the Living
Among The Living es el tercer álbum de estudio de la banda estadounidense de thrash metal Anthrax, publicado el 22 de marzo de 1987 a través de Megaforce Records e Island Records. Está dedicado a la memoria de Cliff Burton, bajista de Metallica, que murió en un accidente de autobús seis meses antes de su lanzamiento cuando ambos grupos realizaban una gira conjunta.
Eddie Kramer, productor de Jimi Hendrix, Led Zeppelin y Kiss realizó su primera incursión en el thrash metal con este disco. La grabación se desarrolló sin problemas, sin embargo, las diferentes visiones sobre el sonido final provocaron discusiones entre la agrupación y Kramer durante la mezcla en los estudios Compass Point, en las Bahamas. Finalmente, Anthrax logró mantener el sonido seco y agresivo, y los ritmos rápidos de las grabaciones originales, enriquecidos por letras, a menudo humorísticas, que tratan sobre temas dispares. 
Among the Living recibió principalmente reseñas positivas por parte de la crítica y de los aficionados, que lo han citado como uno de sus trabajos favoritos de la banda. Además, en 1990 recibió una certificación de disco de oro de la RIAA por la venta de medio millón de copias en los Estados Unidos.

## Trasfondo
Los miembros originales de Anthrax crecieron en la ciudad de Nueva York con el hard rock y el rock de la década de 1970 hasta pasar al heavy metal de bandas como Judas Priest, Iron Maiden y Motörhead como influencia. El batería Charlie Benante también era aficionado a conjuntos que tocaban música considerada extrema en aquellos momentos como Raven y Venom, mientras que el guitarrista Scott Ian disfrutaba tanto del hardcore punk como del metal. Por su parte, el guitarrista Dan Spitz, proveniente de Overkill, era un músico entrenado y consumado, y el vocalista Joey Belladonna tenía experiencia en bandas que versionaban a Rush, Led Zeppelin y Van Halen. La fusión de estos distintos gustos musicales dio lugar al segundo álbum de Anthrax, Spreading the Disease (1985), elogiado por la crítica por mostrar una decisiva progresión respecto al debut Fistful of Metal (1984)
 y por introducir un sonido único, que se oponía a los riffs rápidos y pesados del thrash metal con la voz limpia y melódica de Belladonna. Este trabajo también marcó el comienzo del método de composición que llevaría a la banda a través de su periodo más exitoso. Benante compondría riffs y duras estructuras para todas las canciones, que luego desarrollarían y arreglarían los demás músicos. Por otra parte, Ian compuso todas las letras y trabajó en ellas con Belladonna para crear melodías vocales que se ajustaran a su estilo de canto melódico y agudo.
Anthrax había necesitado unos seis meses en 1985 para grabar Spreading the Disease, su primer disco para el sello Island Records y tras su lanzamiento llegó a vender más de 100 000 copias en todo el mundo. Para promocionar su publicación había estado de gira tanto como cabeza de cartel en pequeños clubes como de telonera de otras bandas. Al ejercer como acto de apertura de W.A.S.P. y de Black Sabbath, tocó por primera vez en estadios, lo que emocionó a sus integrantes por la experiencia y por la reacción del público a su música.
Después de un breve descanso en julio de 1986 para ensayar nuevos temas, el grupo se unió a Metallica en la etapa europea del Damage, Inc. Tour y en Suecia, el 27 de septiembre, el bajista de dicha agrupación, Cliff Burton, murió cuando el autobús de gira se salió de la carretera. Su muerte impactó profundamente a la comunidad de thrash metal, en la que era una figura muy respetada, y los miembros de Anthrax dedicaron su nuevo álbum, Among the Living, a su memoria. En 2012, Ian dijo en una entrevista: «el disco suena tan furioso porque Cliff murió. Habíamos perdido a nuestro amigo y fue tan erróneo e injusto».

## Composición y estilo musical

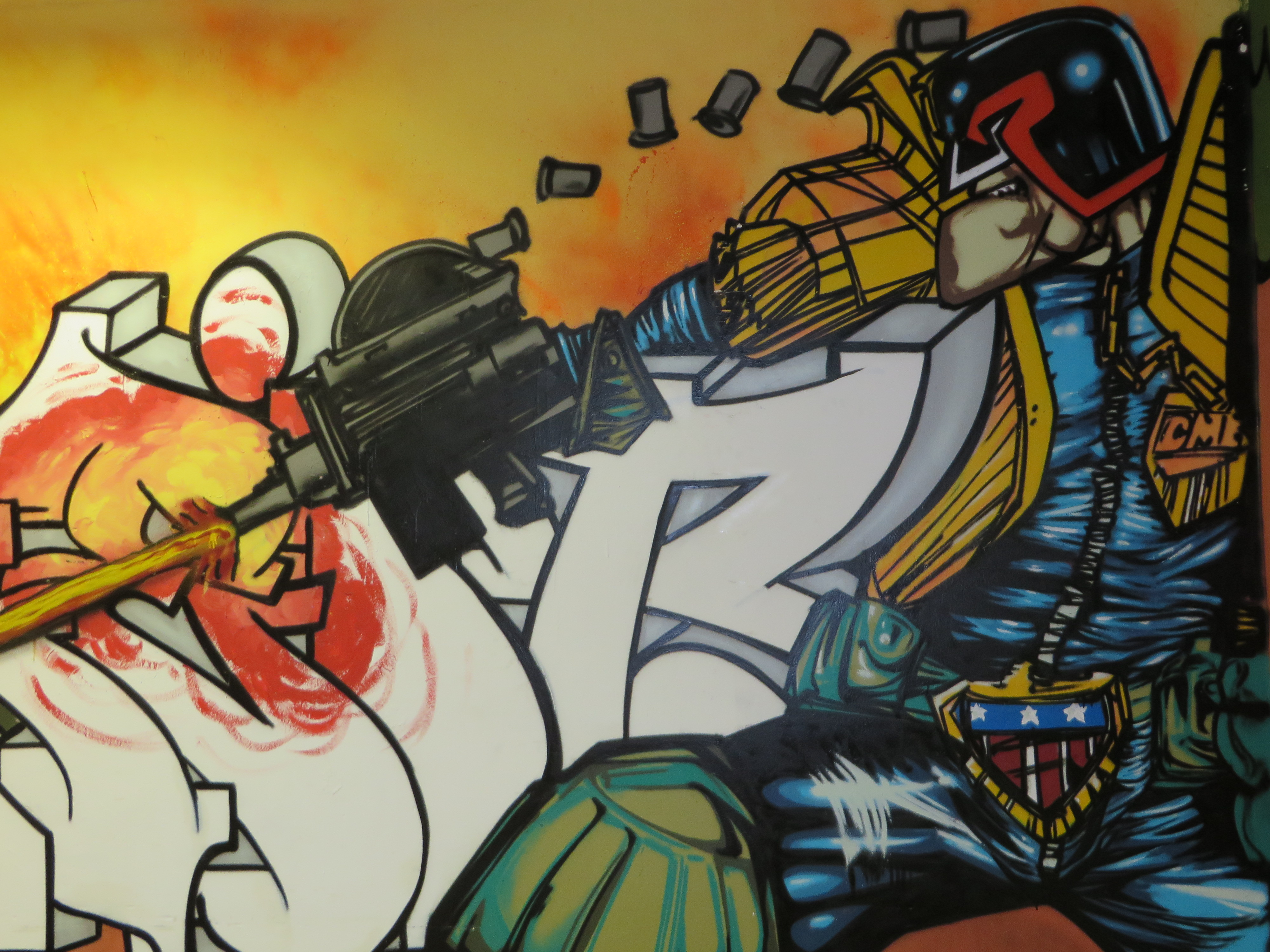
«I Am the Law» es un tributo al personaje de cómic Judge Dredd, en la imagen.

La prensa musical destacó en gran medida a Among the Living como uno de los álbumes de thrash metal más sólidos grabados hasta ese momento. En comparación con Spreading the Disease, las piezas generalmente presentan ritmos más rápidos, una mayor influencia del hardcore, la frecuente inclusión de ritmos de bombo de doble pedal y estribillos pandilleros, y una entrega vocal más agresiva por parte de Belladonna. Según Ian, el enfoque sonoro es similar al de «A.I.R.», la pista de apertura de Spreading the Disease. La estructura de las canciones es convencional y, a veces, está inspirada en otros temas de rock, como «Caught in a Mosh» en «Whole Lotta Rosie» de AC/DC, pero con muchos cambios de ritmo y melodías que a veces ceden a un sonido agresivo y seco. El crítico Kory Grow consideró esta última característica como un probable remanente del proyecto Stormtroopers of Death, un conjunto de crossover thrash formado en 1985 por Benante, Ian y el bajista original de Anthrax Dan Lilker que combinaba riffs de metal con hardcore en un disco de pistas cortas, rápidas y satíricas titulado Speak English or Die (1985).
El grupo compuso «I Am the Law», «Indians» y «I'm the Man» durante la gira de 1986, en la cual rápidamente incorporó la tercera como parte de su repertorio. Por su parte, el resto de las canciones las escribió en julio de ese año, justo después de terminar la mencionada gira.
Varios críticos remarcaron que, a diferencia de otras bandas de thrash metal que usaban letras serias y oscuras, las de Among the Living están a menudo llenas de humor e inspiradas por fuentes dispares. También está presente la temática de conciencia social como en «Indians», sobre la difícil situación de los nativos americanos obligados a vivir en reservas, «One World», que trata acerca del riesgo de un holocausto nuclear e «Imitation of Life», sobre la falsedad, especialmente en el negocio de la música. «Efilnikufesin (N.F.L.)» es una canción de protesta contra el abuso de drogas, inspirada por la adicción y la muerte del cómico John Belushi. Ian destacó posteriormente su desconcierto a que los periodistas le preguntaran por qué había escrito una canción sobre la National Football League (NFL), y los criticó porque «no se han molestado en leer la letra o entender el tema». Dos de las pistas, «Among the Living» y «A Skeleton in the Closet», están basadas en personajes y situaciones extraídas de la novela The Stand y la novela corta Alumno aventajado, ambas de Stephen King, de quien tanto Ian como Benante eran ávidos lectores. «I Am the Law», co-acreditada a Lilker, está cimentada en riffs que quedaron fuera de Spreading the Disease, y su título es el eslogan de Judge Dredd, un personaje de cómic de cuyas historias Ian era lector y aficionado.
«Caught in a Mosh», que relata una desventura que le sucedió a un pipa durante un concierto especialmente agitado, está considerada por muchos aficionados como un himno clásico del thrash metal. Por su parte, los críticos la interpretaron como una glorificación del mosh y una metáfora de las luchas de la vida. El último tema compuesto fue «Horror of It All» como tributo a Cliff Burton, cuya muerte conmovió a todos los miembros del grupo, además su introducción acústica tiene como título «A.D.I.», un acrónimo de «Arab Douche Intro».

## Grabación

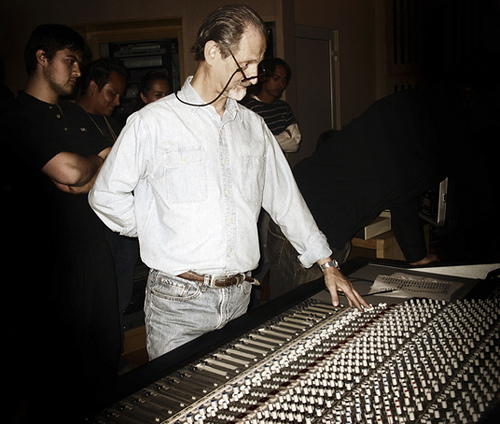
Eddie Kramer fue el encargado de la labor de producción.

A finales de julio de 1986, Anthrax hizo los arreglos y ensayó las nuevas canciones en los estudios Top Cat en la ciudad de Nueva York, antes de partir hacia el Reino Unido, donde se unió a Metallica para sus conciertos europeos. El conjunto quería un productor que pudiera capturar la energía de sus espectáculos en directo y por ese motivo recurrió a Eddie Kramer, que había trabajado con Jimi Hendrix, Led Zeppelin y Kiss. Precisamente, su labor en el directo Alive! (1975) de Kiss había impresionado a Ian y Benante cuando eran jóvenes.
La banda grabó los nuevos temas durante unas seis semanas en los estudios Quadradial en Miami, Florida. En aquellos momentos era complicado grabar el sonido de guitarras desafinadas propio del thrash metal y lograr distinguirlos del bajo y el bombo, y como recordó Kramer: «Nunca había grabado algo así. No estaba seguro de lo que estaban buscando inicialmente. Y fue un desafío encontrar formas de grabar guitarras pesadas con baterías pesadas; fue simplemente un proceso diferente». Kramer organizó las sesiones como presentaciones grupales en vivo, lo que entusiasmó al quinteto por la atmósfera y el sonido producidos. De acuerdo con Ian: «Siempre sentimos que cuando estábamos en una sala ensayando, estábamos en nuestro mejor momento. Lo estábamos haciendo genial y teníamos toda la confianza del mundo». Finalmente la mezcla tuvo lugar en los estudios Compass Point, en Nasáu, Bahamas, que eran propiedad del presidente de Island Records, Chris Blackwell. Precisamente, Ian había recomendado ese lugar porque Iron Maiden lo había utilizado desde 1983.
En Nasáu, Kramer creó una primera mezcla llena de efectos de sonido y reverberación, de la cual afirmó que era una «mezcla moderna», similar al trabajo del productor Robert «John Mutt» Lange en Pyromania (1983) de Def Leppard. Al grupo no le gustó este resultado y lo rechazó ya que quería volver a un sonido limpio y seco, lo más parecido posible a la grabación en directo original. En 2013, Kramer señaló que «los chicos tenían una actitud totalmente diferente, una forma de pensar totalmente diferente y recuerdo un clima de discusiones durante la mezcla». El productor, presionado por la posibilidad de ser despedido, cedió a la petición del conjunto y finalmente concluyó el proceso de mezcla en menos de dos semanas.

## Portada

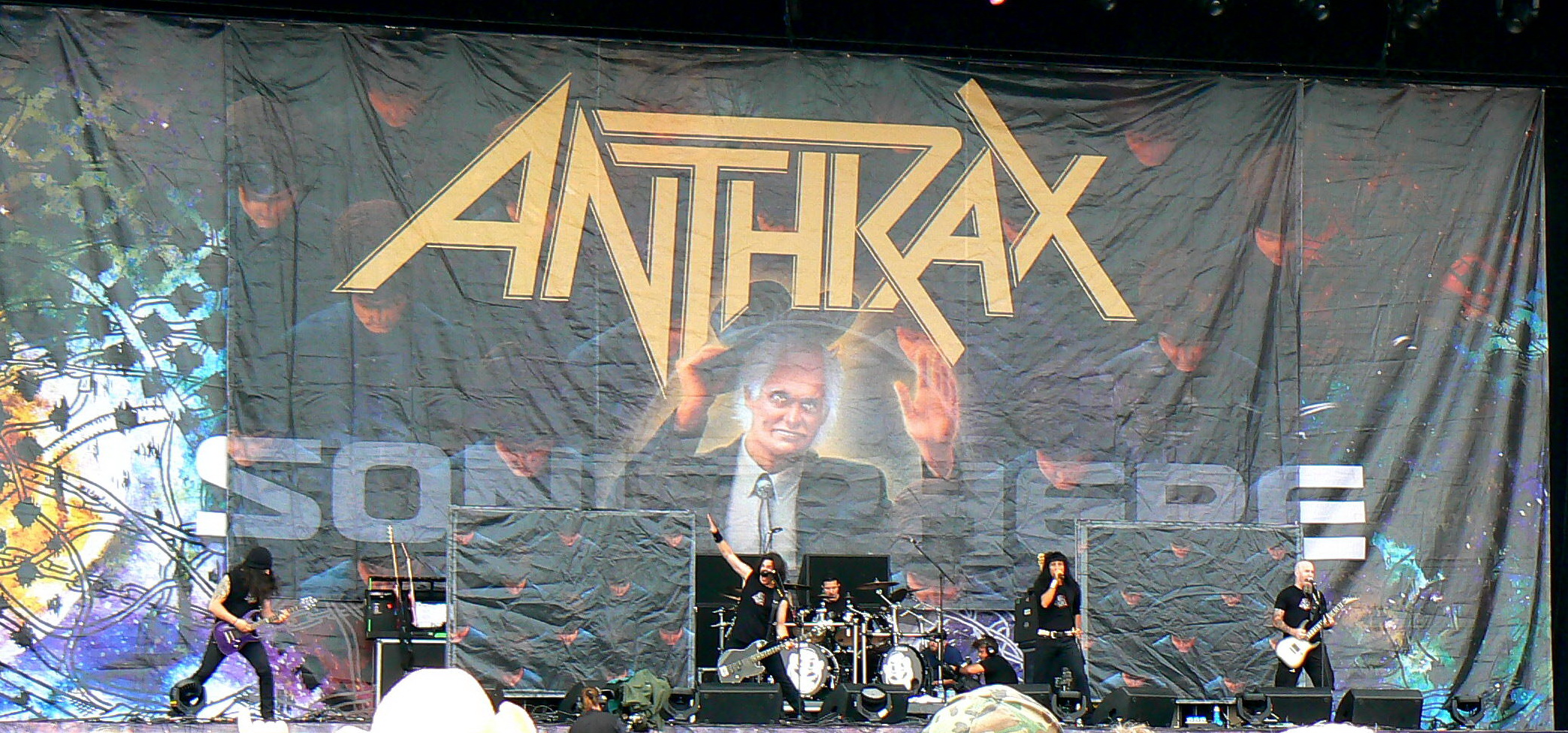
Anthrax actuando en 2010 con la portada del álbum como telón de fondo.

El diseño artístico, realizado por el ilustrador Don Brautigam, ha sido objeto de debate. Durante mucho tiempo, algunos aficionados creyeron que representaba al reverendo Henry Kane, el villano de la película Poltergeist II: The Other Side (1986), mientras que otros opinaban que mostraba a Randall Flagg, antagonista de la novela The Stand de Stephen King, que sirvió como inspiración para «Among the Living». El batería Charlie Benante, quien concibió el concepto de la portada, explicó que «se trata de la cantidad de maldad que hay entre nosotros. Quería mostrar el mismo tipo de persona en la portada. El mismo tipo de gente y luego, la única persona que sobresalía te saludaba con la mano, como un “¡hola!”».

## Lanzamiento
El álbum salió a la venta el 22 de marzo de 1987 a través de Megaforce e Island Records. A su lanzamiento le precedió en febrero el sencillo «I Am the Law», en formato de 7 y 12 pulgadas que llegó al puesto 32 del UK Singles Chart. Ambas versiones añadieron la canción «Bud E. Luv Bomb and Satan's Lounge Band» como cara B, además la edición de 12 pulgadas también incluyó «I'm the Man», grabada durante las sesiones del disco y que fue una de las primeras en fusionar rap con metal. El segundo sencillo fue «Indians», publicado en junio de 1987, y cuya versión en vinilo incorporó versiones de «Sabbath Bloody Sabbath» de Black Sabbath y de «Taint» de Stormtroopers of Death, asimismo Jean Pellerin y Doug Freel dirigieron su correspondiente vídeo musical que tuvo una moderada emisión en la cadena MTV.
Among the Living llegó a las listas de varias naciones europeas y alcanzó la posición 18 del UK Albums Chart y la 62 del Billboard 200, pese a no contar con el apoyo de las emisoras de radio. En los Estados Unidos tuvo unas ventas constantes a lo largo de los años y en julio de 1990 recibió un disco de oro de la RIAA, por lo que se convirtió en el segundo trabajo de Anthrax en conseguir dicha certificación después de que State of Euphoria lo hiciera en 1989.

## Gira

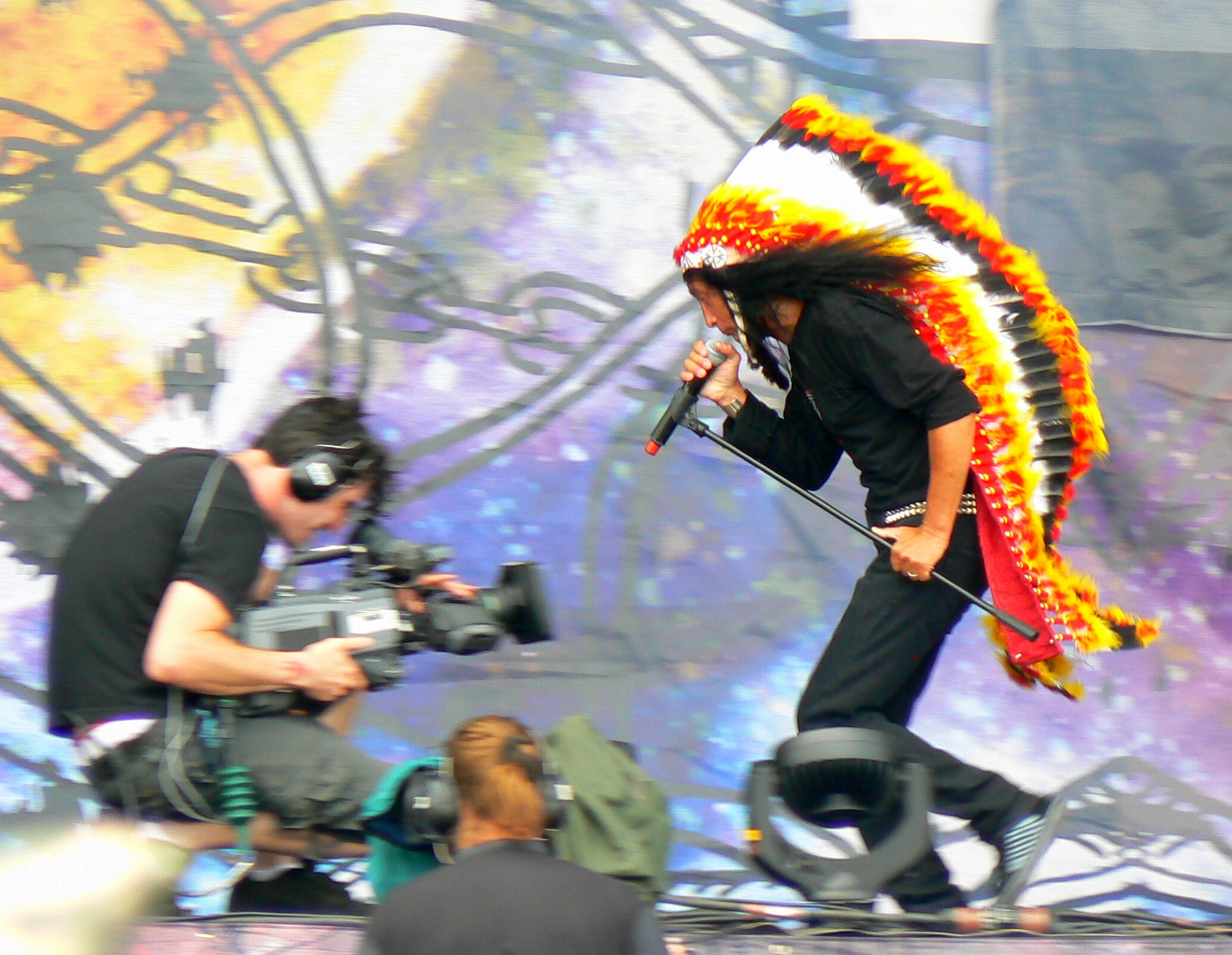
Joey Belladonna interpretando «Indians» en 2010.

Poco después del lanzamiento, la banda realizó algunos conciertos por Japón, aunque el Among the Living Tour comenzaría el 26 de mayo de 1987 en el Penny Arcade de Rochester con Metal Church como telonera. Durante ese verano, el grupo tocó en pequeños estadios como cabeza de cartel antes de viajar a Europa y participar el 22 de agosto en el festival Monsters of Rock, Inglaterra, junto a Bon Jovi, Dio, Metallica, W.A.S.P. y Cinderella. Ese día, Anthrax tocó ante 80 000 personas y las posteriores fechas europeas agotaron sus entradas para recintos de 7000 espectadores de media. A su regreso a los Estados Unidos, continuó la gira en locales con un aforo de 5000 y con la contribución de Celtic Frost como acto de apertura. A principios de 1988, Kiss solicitó al quinteto que participara en su Crazy Nights World Tour, que concluyó en abril, cuando Anthrax regresó al estudio para grabar State of Euphoria.
Las canciones de Among the Living han estado presentes en el repertorio en directo del conjunto desde 1987 y al menos cuatro de ellas son fijas en sus conciertos. En 2005, la formación que grabó el álbum volvió a reunirse y durante su correspondiente gira interpretó varios de sus temas e incluso el disco al completo en algunas actuaciones, algo que la banda volvería a hacer en 2013 y 2017.

## Recepción crítica
Among the Living recibió la aclamación de críticos de música contemporánea y moderna, y a menudo los aficionados de Anthrax lo citan como uno de sus favoritos. Por lo general, está considerado el álbum revelación de la banda, el mejor y el más influyente, y cuyos méritos impulsaron al grupo entre los iconos del thrash metal. Por su parte, la música y las letras dedicadas a temas sociales y tributos a la cultura pop también recibieron elogios.
Steve Huey de Allmusic destacó que «el brutal trabajo de guitarra rítmica de Scott Ian y la explosiva formar de tocar la batería de Charlie Benante empujan implacablemente las canciones sin dejar de mantener un ritmo sólido y compensan con creces algunas torpezas líricas. Among the Living sigue siendo posiblemente la mejor obra de Anthrax». Malcolm Dome de Classic Rock apreció su «constante calidad» y escribió que «la maestría musical de Anthrax está a la par con cualquier cosa que Metallica estuviera haciendo en ese momento». J. D. Considine de Rolling Stone declaró que «Benante y sus compañeros puede que hayan sido chicos normales en otros aspectos, pero como músicos no se podía negar la agilidad técnica que entraba en cada ataque auditivo. Sin embargo, el álbum nunca domina eso sobre el oyente; en cambio, sus mejores momentos democratizan esa brillantez al adjuntarla a algunas de los piezas más pegadizas y accesibles de la banda». Frank Trojan de Rock Hard afirmó que «las casi brutales “Indians” e “Imitation of Life” son realmente peligrosas para la salud y representan los momentos más destacados de un LP perfecto». Según Greg Moffitt de BBC Music el disco traza «un hábil equilibrio entre velocidad y un uso juicioso de melodía, una hazaña de malabarismo con la que tropezarían en trabajos posteriores». El periodista Martin Popoff compartió su opinión sobre la música pero observó que la introducción por primera vez de «una ética punk» en pistas como «Caught in a Mosh», «Efilnikufesin» y «One World» comenzó a socavar «la seriedad del conjunto, algo que pronto causaría problemas de imagen». De hecho, Among the Living fue un éxito de crítica, pero el quinteto recibió la reprobación tanto de periodistas como de fanáticos por la inconsistencia de su evolución musical y, sobre todo, por su imagen escénica, compuesta por pantalones cortos y camisetas con logos comerciales y de agrupaciones de hardcore, en contraste con la ropa vaquera y de cuero vestida por otras bandas de thrash metal.

### Reconocimientos
| Publicación   | Año  | Reconocimiento                                              | Puesto | Ref.   |
| ------------- | ---- | ----------------------------------------------------------- | ------ | ------ |
| Kerrang!      | 1987 | Álbumes del año 1987                                        | 3      | [ 76 ] |
| Kerrang!      | 2016 | Los 50 mejores álbumes de metal de todos los tiempos        | 47     | [ 77 ] |
| Kerrang!      | 2020 | Lo 25 mejores álbumes de thrash metal de todos los tiempos  | 6      | [ 78 ] |
| Loudwire      | 2015 | Los 50 mejores álbumes de metal de todos los tiempos        | 29     | [ 79 ] |
| Loudwire      | 2017 | Top 50 mejores álbumes de thrash metal de todos los tiempos | 9      | [ 80 ] |
| Rolling Stone | 2016 | Los 100 mejores álbumes de metal de todos los tiempos       | 20     | [ 75 ] |
| Metal Hammer  | 2018 | Los 20 mejores álbumes de thrash metal de todos los tiempos | 10     | [ 81 ] |
| Metal Hammer  | 2019 | Los 50 mejores álbumes de metal de los últimos 50 años      | -      | [ 82 ] |
| Terrorizer    | 2011 | Los 50 álbumes de thrash metal definitivos                  | 8      | [ 83 ] |

## Lista de canciones
Todas la música compuesta por Anthrax, excepto «I Am the Law» e «Imitation of Life», acreditadas a Anthrax y a Danny Lilker.
| Cara A |                            |          |  |
| N.º    | Título                     | Duración |  |
| 1.     | «Among the Living»         | 5:16     |  |
| 2.     | «Caught in a Mosh»         | 5:00     |  |
| 3.     | «I Am the Law»             | 5:57     |  |
| 4.     | «Efilnikufesin (N.F.L.)»   | 4:54     |  |
| 5.     | «A Skeleton in the Closet» | 5:32     |  |

| Cara B |                           |          |  |
| N.º    | Título                    | Duración |  |
| 6.     | «Indians»                 | 5:40     |  |
| 7.     | «One World»               | 5:56     |  |
| 8.     | «A.D.I./Horror of It All» | 7:49     |  |
| 9.     | «Imitation of Life»       | 4:22     |  |
| 50:13  |                           |          |  |

Fuentes: Allmusic.

## Créditos
| Anthrax - Joey Belladonna - voz principal - Scott Ian - guitarra rítmica, coros - Dan Spitz - guitarra líder, coros, guitarra acústica en «A.D.I.» - Frank Bello - bajo, coros - Charlie Benante - batería | Producción - Eddie Kramer - producción, mezcla, ingeniería - Anthrax - producción - Chris Rutherford - ingeniería - Francis McSweeney y Chip Schane - asistentes de ingeniería - Paul Hamingson - mezcla - George Marino - masterización - Jon Zazula - producción ejecutiva |

## Posición en las listas
| País           | Lista               | Mejor posición | Ref.   |
| -------------- | ------------------- | -------------- | ------ |
| Alemania       | German Albums Chart | 46             | [ 84 ] |
| Estados Unidos | Billboard 200       | 62             | [ 64 ] |
| Países Bajos   | Album Top 100       | 46             | [ 85 ] |
| Reino Unido    | UK Albums Chart     | 18             | [ 58 ] |
| Suecia         | Sverigetopplistan   | 43             | [ 86 ] |

| País           | Lista            | Mejor posición | Ref.           |                |                |                |                |                |                |                |                |                |                |
| «I Am the Law» | «I Am the Law»   | «I Am the Law» | «I Am the Law» | «I Am the Law» | «I Am the Law» | «I Am the Law» | «I Am the Law» | «I Am the Law» | «I Am the Law» | «I Am the Law» | «I Am the Law» | «I Am the Law» | «I Am the Law» |
| -------------- | ---------------- | -------------- | -------------- | -------------- | -------------- | -------------- | -------------- | -------------- | -------------- | -------------- | -------------- | -------------- | -------------- |
| Reino Unido    | UK Singles Chart | 32             | [ 58 ]         |                |                |                |                |                |                |                |                |                |                |
| Países Bajos   | Single Top 100   | 93             | [ 85 ]         |                |                |                |                |                |                |                |                |                |                |
| «Indians»      |                  |                |                |                |                |                |                |                |                |                |                |                |                |
| Reino Unido    | UK Singles Chart | 44             | [ 58 ]         |                |                |                |                |                |                |                |                |                |                |

## Certificaciones
| País           | Certificación | Ventas  | Ref.   |
| -------------- | ------------- | ------- | ------ |
| Estados Unidos | Oro           | 500 000 | [ 65 ] |
| Reino Unido    | Plata         | 60 000  | [ 87 ] |